# God Am
God Am é uma canção da banda grunge Alice in Chains, tirado do álbum de mesmo nome.
Jerry Cantrell uma vez comentou "Se nós tivéssemos feito turnês para Tripod, ela provavelmente seria lançada como um single."
A canção é bem controversa, abrindo com o som de um bongo sendo usado, seguido de uma declaração chapada a la Jeff Spicoli dizendo 'Sure, God's all-powerful, but does He have lips? Whoa!' A canção questiona a existência de Deus, apontando morte e destruição e Deus aparentemente não fazendo nada quanto a isso. Isto levou muitas pessoas na comunidade de fãs do AIC a acreditar que  Staley talvez fosse ateísta.
A canção foi tocada apenas uma vez com Staley, no começo de Julho de 1996 enquanto eles estavam abrindo concertos para a turnê de reunião do Kiss. Essa performance da música foi lançada no álbum ao vivo de 2000, Live.